# Reigns (jogo eletrônico)
Reigns é um jogo eletrônico de estratégia desenvolvido pela Nerial e publicado pela Devolver Digital. Situado em um mundo medieval fictício, o jogador assume o papel do monarca que governa um reino aceitando ou rejeitando sugestões de conselheiros. O jogo foi lançado em formato digital para as plataformas Android, iOS, Linux, OS X e Microsoft Windows em 11 de agosto de 2016. 
Uma sequência do jogo intitulada Reigns: Her Majesty, colocará o jogador no papel de uma rainha regente. O jogo foi lançado nos finais de 2017

## Jogabilidade
Assumindo o papel de um rei medieval, o jogador recebe uma carta descrevendo a proposta de um conselheiro, podendo deslizá-lo para direita ou esquerda para, respectivamente, aceitar ou rejeitar sua sugestão. Cada decisão terá uma consequência, mudando o equilíbrio entre os quatro pilares da sociedade: a igreja, o povo, o exército e as finanças. O reinado do rei atual sempre acaba quando uma das quatro métricas se torna muito alta ou baixa demais, e o jogo segue com o jogador controlando o sucessor do trono.
Ao longo do jogo, o jogador pode experimentar diferentes tipos de eventos, sendo alguns scripts ou causados pelas decisões do jogador. Tais eventos podem ter efeitos únicos ou recorrentes no jogo, como causar a morte do próximo conselheiro se sua sugestão for rejeitada. Completando os objetivos no jogo, o jogador pode obter novas cartas e personagens e, portanto, novos cenários. Também é possível descobrir todas as possíveis mortes, que são armazenadas na página "Memento Mori" no menu principal do jogo.

## Desenvolvimento
O jogo foi desenvolvido pela Nerial, um estúdio de jogos eletrônicos situado em Londres. Em um trecho da crítica publicada pelo Polygon, François Alliot, o principal desenvoldedor do jogo, comentou que a equipe queria "zombar da maneira como nossas sociedades tendem a lidar com a complexidade", citando o Brexit como exemplo. Os desenvolvedores pretendiam que o jogador fosse capaz de sentir a distância entre o simples esquema de controle do "deslize" e as consequências que suas decisões levam, o que inevitavelmente resulta na morte do rei no final de cada reinado.
A trilha sonora interativa do jogo, intitulada Songs of Reigns, foi disponibilizada via Steam.

## Recepção
De acordo com o agregador de avaliações Metacritic, Reigns foi recebido com avaliações "geralmente favoráveis". As críticas elogiaram a simplicidade do seu esquema de controle, observando sua semelhança com a interface "deslizante" do Tinder, um aplicativo de encontros sociais. No entanto, Alex Hern, do The Guardian, disse que encontrou algumas escolhas "absurdas" e de consequências pouco claras no jogo.

Em 2016 o jogo foi indicado para o Prêmio Unity de "Melhor Jogo Móvel", e também para o Prêmio Desenvolvimento na categoria de "Uso da Narrativa". Em 2017 o jogo ganhou a competição internacional da convenção Ludicious.